# 真心話大冒險 (2018年電影)
《真心話大冒險》（英語：Blumhouse's Truth or Dare，或簡稱）是一部2018年美國超自然恐怖驚悚片，由傑夫·瓦德洛執導，瓦德洛也和麥可·瑞茲、吉蓮·雅各、克里斯·羅奇共同撰寫劇本。其主演包括露西·海爾、泰勒·波西、薇奧萊特·比恩、諾蘭·傑拉德·馮克、司徒颂曦與蘇菲亞·泰勒·阿里。該片由傑森·布倫的布倫屋製片公司製作，環球影業負責發行。《真心話大冒險》定於2018年4月13日在美國上映。

## 劇情
故事敘述一群大學生男女在玩過超自然版本的真心話大冒險後，分別遭受到了精神上的困擾。

## 演員
- 露西·黑爾 飾 奧莉維亞[3][4]
- 泰勒·波西 飾 盧卡斯[5]
- 薇奥莱特·比恩 飾 瑪姬·卡麥隆[5]
- 諾蘭·傑拉德·馮克 飾 泰森[5]
- 司徒颂曦 飾 布萊德[5]
- 蘇菲亞·泰勒·阿里（英语：Sophia Taylor Ali） 飾 潘妮洛碧[5]
- 藍頓·萊柏隆 飾 卡特[5][6]
- 蓋瑞·安東尼·威廉斯（英语：Gary Anthony Williams） 飾 卡拉克斯的聲音

## 製作
2017年3月16日，布倫屋製片公司和環球影業宣布，導演傑夫·瓦德洛將執導一部名為《真心話大冒險》的電影，並由露西·黑爾主演。2017年5月24日，多名演員加入該片的演出，包括泰勒·波西、薇奧萊特·比恩、諾蘭·傑拉德·馮克、司徒颂曦和蘇菲亞·泰勒·阿里。
主要攝影於2017年6月8日開始進行。

## 發行
《真心話大冒險》在美國最初排於2018年4月27日發行，但於2018年1月時提前兩週至2018年4月13日上映（13號星期五）。

### 評價
《真心話大冒險》得到多數影評人負面的評價，在爛番茄上，根據128條評論，該片持有14％的新鮮度，平均評分為3.7 / 10。該網站共識：“ 《真心話大冒險》的光鮮表現不足以讓這種平庸的恐怖片比現實生活中的遊戲更加可怕。”在Metacritic上，根據33位評論家，這部電影的平均得分為35分（滿分100分），表示“普遍不利的評價”。據CinemaScore調查，觀眾的平均評價在A+到F間落於「B-」

## 外部連結
- 互联网电影数据库（IMDb）上《真心話大冒險》的资料（英文）
- YouTube上的《真心話大冒險》預告》
- 豆瓣电影上《真心話大冒險》的資料 （简体中文）